# ティレルズ
ティレルズ(英語: Tyrrells) はイギリスで創業したポテトチップスの製造業者で、現在はドイツのKPスナック社のブランドである。

## 沿革
ティレルズは、イングランドのヘレフォードシャーにあるレオミンスターで、2002年に農家で起業家のウィリアム・チェイスによって創業された。創業から数年でヨーロッパ大陸、その後アメリカにまで販路を拡大し、ポテトチップスの味と品質が評価されてイングランド内外で数々の賞を受賞した。
2008年4月にウィリアム・チェイスはティレルズの株式の大部分を、4000万ポンドでラングホルム・キャピタルに売却した。チェイスは以前から、ポテトチップスの仕入れをめぐって、英国最大のスーパーマーケットであるテスコと長い間対立し、ティレルズの製品をテスコに卸すことを拒否していた。チェイスが以前に行っていた農業経営は「テスコに代表されるような大型スーパーが、コストを下げるために農産物を海外から調達するようになった」ことで破綻したと主張した。しかしラングホルム・キャピタルは、ティレルズの経営を引き継いだ後、チェイスが独自に築いた流通チェーンを捨てて、テスコのような大型スーパーへの流通に注力するようになった。そしてチェイスからのジャガイモ農家としてのティレルズへの原材料の供給を、「他で安く手に入れることができる」として停止させた。その後、ジャガイモの出荷先をなくしたチェイスは、株式を売却した時の資金を使って、自分のジャガイモを使ったチェイス・ウォッカの生産を開始した。
2013年7月、ティレルズはラングホルム・キャピタルから1億ポンドで、バーレーンに本拠を置く投資企業であるインベストコープに売却された。
2015年、ティレルズはオーストラリアのメルボルンに拠点を置くヤラ・バレー・スナックフーズを買収し、現在はオーストラリア市場向けの製品を製造している。
2016年8月、スキニー・ポップ・ポップコーンの製造者である米国のアンプリファイ・スナック社が、インベストコープよりティレルズを3億ポンドで買収した。ティレルズ社の最高責任者であるデイヴィッド・ミルナーは次のように述べた。「英国の農場を基盤とした小さな企業にとって、世界的に展開をするアメリカの上場企業の一員となれたことは、ティレルズを国際的なブランドにするための大きな成果です」。ティレルズは今後も英国ヘレフォードシャーに拠点を置き続ける。アンプリファイ・スナック社はその後ハーシー・カンパニーに買収された。
2018年5月、KPスナック社がティレルズを買収した。

## 製品
ティレルズは数多くの種類のポテトチップス、ポップコーン、トルティーヤを製造しており、2021年6月現在、ポテトおよび野菜チップスは25種類である。
2010年に「チーフストーカー」の代理店であるビッグ・フィッシュ・デザインのペリー・ヘイデン・テイラーが、ティレルズの製品の典型的なイングランドらしいアイデンティティを創るため、ブランディングとマーケティングに取り組みはじめた。

## 参照
1. ↑  McLaughlin, Lisa (2008年1月31日). “The Yankee Chipper”. Time (New York) 2015年7月1日閲覧。
2. 1 2  “Tyrrells”. Tomoe Corporation. 2013年2月5日閲覧。
3. 1 2 3 4  Farrell, Sean (2016年8月8日). “Tyrrells sold for £300m to US firm Amplify Snacks”. The Guardian 2016年8月25日閲覧。
4. 1 2  Milmo, Dan (2006年9月18日). “Crunch time for Tesco in row with crisp maker”. The Guardian (London) 2015年12月2日閲覧。
5. 1 2  Neate, Rupert (2013年8月1日). “Tyrrells crisp firm makes a packet in £100m sale”. The Guardian (London) 2015年12月2日閲覧。
6. ↑  Neate, Rupert (2011年7月21日). “William Chase: Potato farmer who struck gold”. The Guardian (London) 2015年12月2日閲覧。
7. ↑  Beaumont, Warren (2015年8月6日). “Tyrrells crisps acquires Australia’s Yarra Valley Snack Foods”. Convenience and Impulse Retailing 2016年5月19日閲覧。
8. ↑  “Potato Crisps”. Tyrrells (Australia). 2016年5月19日閲覧。
9. ↑  Hirsch, Lauren (2017年12月18日). “Hershey in $1.6 billion deal to acquire SkinnyPop parent Amplify” (英語). CNBC. 2021年6月4日閲覧。
10. ↑  “KP buys Tyrells”
11. ↑  “Tyrrells”. PotatoPro. 2013年2月5日閲覧。
12. 1 2  “Our English crisps”. 2016年1月9日閲覧。